# Logika LTL
Logika LTL – jedna z logik temporalnych. Jest oparta na liniowej strukturze czasu.

## PLTL
Jest to odmiana logiki LTL oparta na rachunku zdań (bazująca wyłącznie na zmiennych zdaniowych).

### Struktura czasu
Strukturą czasu w PLTL jest struktura {\displaystyle M=(S,X,L),} gdzie:
- {\displaystyle S} – zbiór stanów: {\displaystyle S=\{s_{0},s_{1},s_{2},...\},}
- {\displaystyle X} – nieskończona ścieżka stanów: {\displaystyle X=(s_{0},s_{1},s_{2},...),}
- {\displaystyle L} – wartościowanie (przypisanie każdemu ze stanów wyrażeń, które są prawdziwe w tym stanie) {\displaystyle L:S\times WA\rightarrow \{0,1\},} {\displaystyle WA} – zbiór wyrażeń atomowych

### Język
- zmienne zdaniowe {\displaystyle p,q,r,\ldots }
- spójniki zdaniowe rachunku zdań:
  - koniunkcja {\displaystyle (\wedge ),}
  - alternatywa {\displaystyle (\vee ),}
  - implikacja {\displaystyle (\Rightarrow ),}
  - równoważność {\displaystyle (\Leftrightarrow ),}
  - negacja {\displaystyle (\neg )}
- operatory temporalne:
  - {\displaystyle U} – {\displaystyle \alpha U\beta } oznacza, że w pewnym momencie w przyszłości będzie prawdziwe {\displaystyle \beta ,} a do tego momentu będzie prawdziwe {\displaystyle \alpha }
  - {\displaystyle R} – {\displaystyle \alpha R\beta } oznacza, że {\displaystyle \beta } będzie prawdziwe dopóki nie zacznie być prawdziwe {\displaystyle \alpha } {\displaystyle (\alpha R\beta \equiv \neg (\neg \alpha U\neg \beta ))}
  - {\displaystyle X} – {\displaystyle X\alpha } oznacza, że {\displaystyle \alpha } będzie prawdziwe w następnym momencie (oznaczany też jako {\displaystyle \circ })
  - {\displaystyle G} – {\displaystyle G\alpha } oznacza, że {\displaystyle \alpha } jest prawdziwe w każdym momencie {\displaystyle (G\alpha \equiv \alpha U\bot )}
  - {\displaystyle F} – {\displaystyle F\alpha } oznacza, że {\displaystyle \alpha } będzie prawdziwe w pewnym momencie w przyszłości {\displaystyle (F\alpha \equiv \top U\alpha )}
  - {\displaystyle F^{\infty }} – {\displaystyle F^{\infty }\alpha } oznacza, że {\displaystyle \alpha } będzie prawdziwe w przyszłości w nieskończenie wielu momentach (zawsze z wyjątkiem pewnej skończonej liczby momentów) {\displaystyle (F^{\infty }\alpha \equiv GF\alpha )}
  - {\displaystyle G^{\infty }} – {\displaystyle G^{\infty }\alpha } oznacza, że {\displaystyle \alpha } będzie prawdziwe od pewnego momentu w przyszłości {\displaystyle (G^{\infty }\alpha \equiv FG\alpha )}
- nawiasy

### Formuły
Niech {\displaystyle WA} będzie zbiorem wyrażeń atomowych.
- każde wyrażenie {\displaystyle \alpha \in WA} jest formułą
- jeśli {\displaystyle \alpha } i {\displaystyle \beta } są formułami, to {\displaystyle \alpha \wedge \beta } i {\displaystyle \neg \alpha } też są formułami
- jeśli {\displaystyle \alpha } i {\displaystyle \beta } są formułami, to {\displaystyle \alpha U\beta } i {\displaystyle X\alpha } też są formułami

### Prawdziwość formuł
- Oznaczenia:

{\displaystyle (M,x)\models \alpha } – formuła {\displaystyle \alpha } jest prawdziwa w strukturze {\displaystyle M} na ścieżce {\displaystyle x}

{\displaystyle (M,s_{i})\models \alpha } – formuła {\displaystyle \alpha } jest prawdziwa w strukturze {\displaystyle M} w stanie {\displaystyle s_{i}}
- warunki prawdziwości podstawowych formuł:

{\displaystyle (M,s_{i})\models p\Leftrightarrow p\in L(s_{i})}

{\displaystyle (M,s_{i})\models (\alpha \wedge \beta )\Leftrightarrow ((M,s_{i})\models \alpha )\wedge ((M,s_{i})\models \beta )}

{\displaystyle (M,s_{i})\models \neg \alpha \Leftrightarrow \neg (M,s_{i})\models \alpha }

{\displaystyle (M,s_{i})\models \alpha U\beta \Leftrightarrow \exists _{k>i}(M,s_{k})\models \beta \wedge (\forall j:(i\leq j<k)\quad (M,s_{j})\models \alpha ))}

{\displaystyle (M,s_{i})\models X\alpha \Leftrightarrow (M,s_{i+1})\models \alpha }

## PLTLFO
Odmiana logiki LTL oparta na rachunku predykatów pierwszego rzędu.

### Język
- wszystkie elementy PLTL
- kwantyfikatory – {\displaystyle \forall ,\exists }
- znak równości {\displaystyle =}
- symbole predykatywne {\displaystyle P,Q,R,\ldots }
- symbole funkcyjne {\displaystyle f,g,h,\ldots }
- symbole stałe {\displaystyle c_{1},c_{2},\ldots }
- zmienne {\displaystyle x_{1},x_{2},\ldots }

### Formuły
- termy:
  - zmienne,
  - stałe,
  - wyrażenia postaci: {\displaystyle f(t_{1},t_{2},\ldots ,t_{n}),} gdzie {\displaystyle t_{i}} są stałymi bądź zmiennymi
- predykaty:
  - wyrażenia postaci: {\displaystyle P(t_{1},t_{2},\ldots ,t_{n}),} gdzie {\displaystyle t_{i}} są stałymi bądź zmiennymi
- atomy:
  - stałe,
  - predykaty,
  - wyrażenia postaci: {\displaystyle t_{1}=t_{2},} gdzie {\displaystyle t_{1}} i {\displaystyle t_{2}} są stałymi bądź zmiennymi
- formuły:
  - takie, jak w PLTL,
  - atomy,
  - wyrażenia postaci: {\displaystyle \forall x\ \alpha } oraz {\displaystyle \exists x\ \alpha ,} gdzie {\displaystyle \alpha } jest formułą, a {\displaystyle x} jest zmienną.